# Airco DH.6
Die Airco DH.6  war ein Doppeldecker des britischen Flugzeugherstellers Airco. Verwendet wurde die Maschine während der Zeit des Ersten Weltkriegs vom Royal Flying Corps als Schulflugzeug und war in der Nachkriegszeit ein beliebtes Flugzeug in der zivilen Luftfahrt.

## Entwicklung
Die DH.6 wurde von  Geoffrey de Havilland, seinerzeit Chefkonstrukteur von Airco, konsequent auf den geplanten Einsatzzweck als Schulungsmaschine für die britischen Luftstreitkräfte geplant.
Zum einen sollte das Flugzeug billig und einfach zu fertigen, aber vor allem auch günstig zu reparieren sein. Daher wurden die Tragflächen so konstruiert, dass sie problemlos ausgetauscht werden konnten. Ebenso konsequent war der Rumpf geradlinig ohne Rundungen ausgeführt, um Produktionszeiten und damit auch Produktionskosten so gering wie möglich zu halten. Lediglich beim ersten Prototyp war das Seitenruder in der für de Havilland typischen runden Form ausgeführt, wurde aber in der Produktion durch ein einfaches, eckiges Ruder ersetzt. Das Cockpit, in dem der Flugausbilder und sein Schüler in Tandemanordnung in einfachen Korbsitzen Platz fanden, war selbst für damalige Verhältnisse spartanisch ausgestattet.
Angetrieben wurde die DH.6 durch einen 90 PS (67 kW) leistenden, im Bug ohne Cowling (Motorverkleidung) eingebauten RAF 1a, ein für das Bodenpersonal bereits aus der Royal Aircraft Factory B.E.2 bekannter Motor. Etliche Maschinen wurden aber auch mit anderen Triebwerken ausgestattet, so zum Beispiel mit dem 90 PS (67 kW) leistenden Curtiss OX-5 oder einem Renault-Motor mit 80 PS (60 kW).
Das zweite Kriterium, das sich de Havilland zum Ziel gesetzt hatte, war ein sicher zu fliegendes Flugzeug, sowohl für den Flugschüler als auch für dessen Ausbilder. So war das Doppelsteuer auskuppelbar; der Ausbilder konnte damit die Kontrolle über die Maschine übernehmen, selbst wenn es zu Situationen kommen sollte, in denen der Ausbilder gegen falsche und gefährliche Steuermanöver seines Schülers üblicherweise hätte „ankämpfen“ müssen.
Bei seiner früheren Tätigkeit bei der Royal Aircraft Factory hatte sich De Havilland eingehend mit Flugstabilität und Flugzeugsteuerungen beschäftigt. Diese Grundlagen ließ er in die Entwicklung der DH.6 einfließen, und so galt diese Maschine als äußerst gutmütiges Flugzeug, das auch Flugfehler verzieh. Es war nahezu unmöglich, die DH.6 zu überziehen oder ins Trudeln zu bringen, die Maschine lag auch bei der geringen Geschwindigkeit von knapp 50 km/h noch stabil in der Luft.
Jedoch waren diese Vorteile zugleich Nachteile hinsichtlich der Ausbildung von Militärpiloten, denen nach den Flugstunden mit der DH.6 kritische Fluglagen nahezu unbekannt waren. So wurde die Maschine teilweise als „zu sicher“ bezeichnet. Außerdem war sie selbst für die damalige Zeit aufgrund ihrer schwachen Motorisierung, des der Stabilität geschuldeten hohen Gewichts und der plumpen Formgebung sehr langsam.
Später wurden die Maschinen künstlich instabil gemacht, um die Flugausbildung anspruchsvoller zu gestalten.

## Produktion
Während des Ersten Weltkriegs wurden 2282 Maschinen dieses Typs produziert, insgesamt (mit Nachkriegsproduktion) etwa 3000 Stück. Die Produktion erfolgte nicht nur bei Airco, sondern auch in verschiedenen anderen Betrieben (Grahame-White, Kingsbury Aviation, Harland and Wolff, Morgan, Savages, Ransomes, Sims & Jefferies und Gloucestershire Aircraft).
Ein Einzelstück der DH.6 wurde im Juli 1917 von der Canadian Aeroplanes Ltd. gebaut, jedoch wurde von einer weiteren Produktion abgesehen.

## Einsatz
Ab 1916 wurde die DH.6 als Schulflugzeug eingesetzt, jedoch Ende 1917 durch die Avro 504K als Standardtrainer abgelöst.  Dann wurden zunächst 300 DH.6 durch den Royal Naval Air Service (R.N.A.S.) für Patrouilleneinsätze auf See eingesetzt. Zwar erwiesen sich die Maschinen für diese Aufgabe als ungeeignet, es stellte sich aber heraus, dass sie ausnehmend „seetüchtig“ waren – so wurden Fälle bekannt, in denen sie noch zehn Stunden nach einer Notwasserung im Wasser trieben.
Soweit bekannt, war eine DH.6 lediglich bei einem Angriff auf ein deutsches U-Boot am 30. Mai 1918 beteiligt; das Boot U.C.49 konnte jedoch unbeschädigt entkommen.
Aufgrund ihrer Untermotorisierung wurden bei Einsätzen mit Bombenlast die eigentlich zweisitzigen Maschinen von nur einem Besatzungsmitglied geflogen. Jedoch gab es Probleme aufgrund der künstlich eingebauten Instabilität; lange Flüge waren dadurch für die Piloten eine relativ anstrengende Angelegenheit. So wurden Mitte des Jahres 1918 bei einigen Maschinen Anstrengungen unternommen,  diese wieder stabiler zu machen; dergestalt umgebaute Exemplare wurden inoffiziell als DH.6A bezeichnet.
Gegen Kriegsende waren bei der RAF noch etwa 1000 DH.6 in untergeordneten Aufgaben im Einsatz.

## Nachkriegszeit
Da die RAF nach Kriegsende keine Verwendung mehr für die DH.6 hatte, wurden die verbliebenen Maschinen zunächst als Reserve abgestellt. Ab 1919 wurde ein großer Teil der Flugzeuge in zivile Hände verkauft und dort hauptsächlich im Freizeitbereich eingesetzt – hier wurden einige Maschinen zum Dreisitzer umgebaut, in dem der Pilot und bis zu zwei Fluggäste Platz fanden.
Einige Exemplare wurden nach Südafrika und Australien exportiert und waren dort bis 1921 beziehungsweise 1930 im Einsatz.
Eine DH.6 war 1921 das erste motorgetriebene Flugzeug, das von einer englischen Pfadfindergruppe betrieben wurde.
Ab 1921 wurden etwa 60 Maschinen in Spanien von La Hispano-Suiza in Lizenz gebaut – mit verbesserter Linienführung, getrennten Cockpits für Fluglehrer und -schüler und mit dem Hispano-Suiza 8-Motor ausgestattet – und als Schulungsflugzeuge von der spanischen Luftwaffe eingesetzt.

## Technische Daten
| Kenngröße             | Airco DH.6                                                                         |
| --------------------- | ---------------------------------------------------------------------------------- |
| Besatzung             | 2 (Fluglehrer und Flugschüler) bzw. ein Pilot bei Anti-U-Boot-Patrouilleneinsätzen |
| Länge                 | 8,32 m                                                                             |
| Höhe                  | 3,29 m                                                                             |
| Spannweite            | 10,95 m                                                                            |
| Flügelfläche          | 40,50 m²                                                                           |
| Steigleistung         | 1,1 m/s                                                                            |
| Leermasse             | 664 kg                                                                             |
| max. Startmasse       | 923 kg                                                                             |
| Höchstgeschwindigkeit | 113 km/h                                                                           |
| Dienstgipfelhöhe      | 5500 m                                                                             |
| Flugdauer             | 2:45 h                                                                             |
| Triebwerk             | 1 × V8-Motor RAF 1a (luftgekühlt) mit einer Leistung von 90 PS (ca. 70 kW)         |
| Bewaffnung            | keine bzw. ca. 50 kg Bombenlast bei Anti-U-Boot-Patrouilleneinsätzen               |